# Hrušovo
Hrušovo (in ungherese: Balogrussó, in tedesco: Chruschau an der Bollig) è un comune della Slovacchia facente parte del distretto di Rimavská Sobota, nella regione di Banská Bystrica.
Il villaggio è citato per la prima volta nel 1297 con il nome di Huruswa, come feudo del castello di Blh. Nel XIV secolo passò ai Derencsény e nel XVII secolo alla signoria di Murán.
Del comune di Hrušovo fanno parte le frazioni di Ostrany (in ungherese Eszterény, in tedesco Esstring) e di Striežovce (in ungherese Eszterézs, in tedesco Strieß).